# Retable d'Aix-la-Chapelle

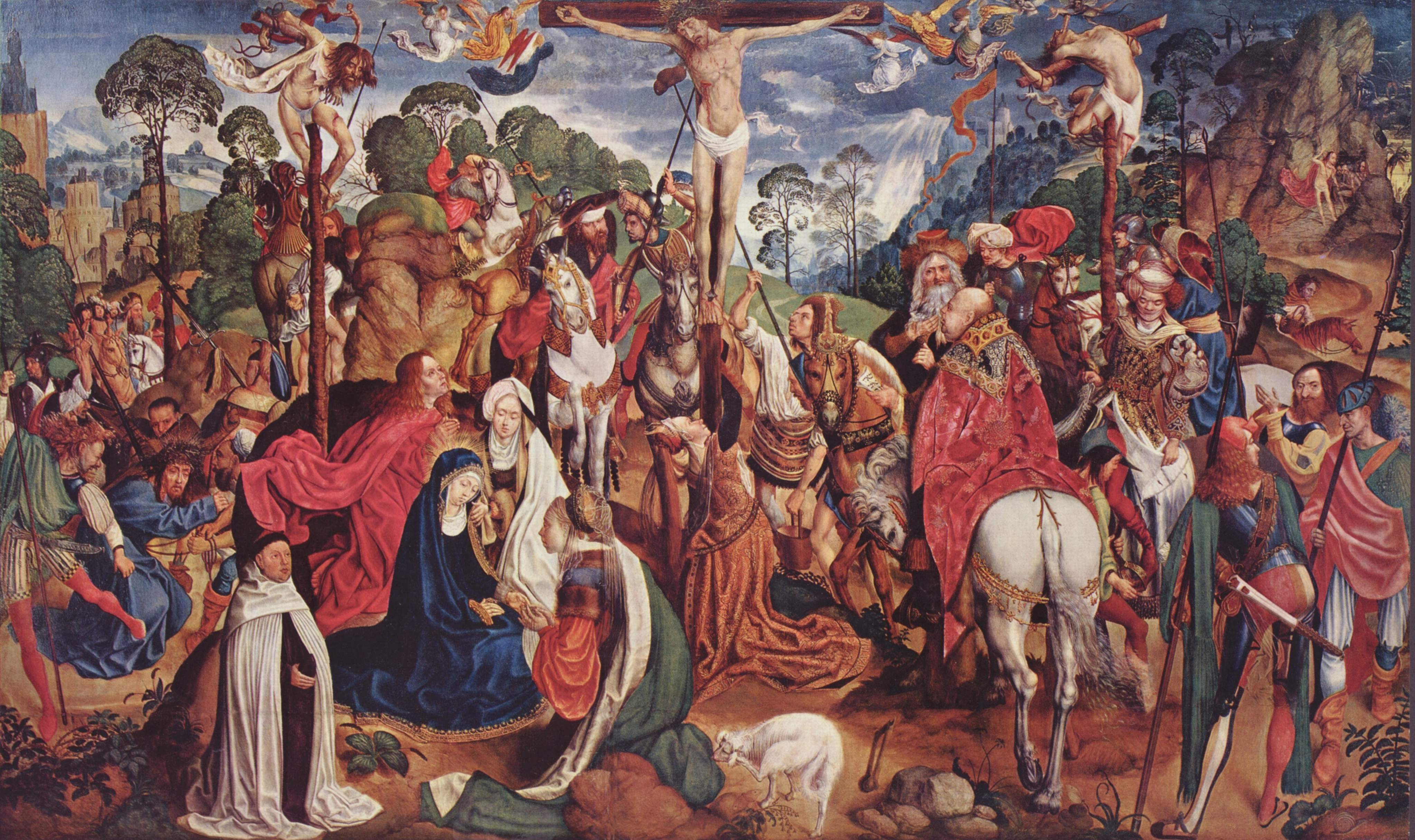
Retable d'Aix-la-Chapelle, panneau central. Trésor de la cathédrale d'Aix-la-Chapelle

Le Retable d'Aix-la-Chapelle ou Retable de la Passion (en allemand : Aachener Altar ou Passionsaltar) est un triptyque gothique tardif représentant la Passion du Christ; il est conservé au Trésor de la cathédrale d'Aix-la-Chapelle. Le retable, l'œuvre d'un maître anonyme appelé par convention Maître du Retable d'Aix-la-Chapelle, a été réalisé à Cologne vers 1515-1520.

## Description et analyse

Retable d'Aix-la-Chapelle déployé
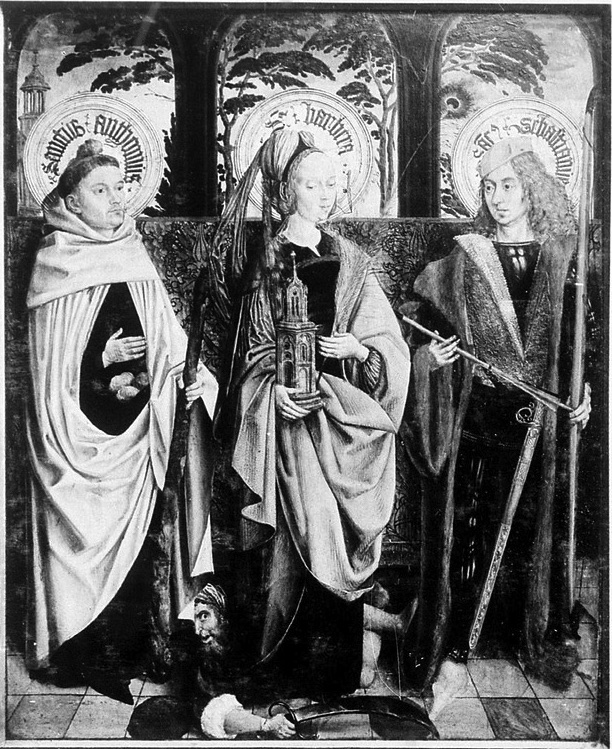
Volet extérieur gauche
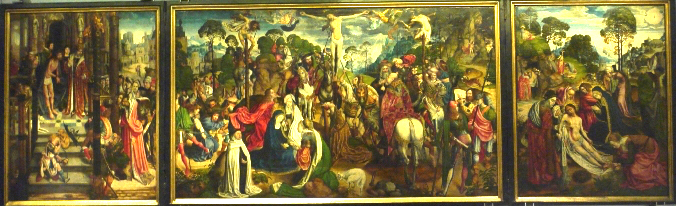
Retable ouvert
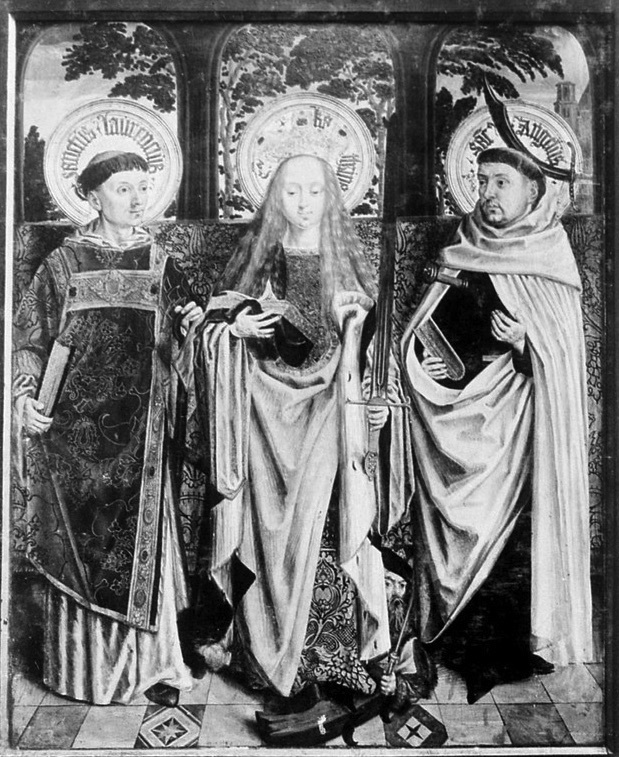
Volet extérieur droit

Le retable est de grande taille : le panneau central mesure 143 × 242 cm., ce qui fait qu'une fois ouvert, le triptyque fait presque cinq mètres de large. Les trois panneaux du retable ouvert montrent des scènes de la Passion du Christ, depuis le Couronnement d'épines jusqu'à son Ascension, dans une suite qui se lit de gauche à droite. Ce type de représentation par narration simultanée était déjà bien établi à l'époque où la peinture a été réalisée. Sur le volet gauche figurent le Couronnement d'épines (à l'extrême gauche) et Jésus devant Pilate. Le panneau central représente à gauche le Portement de croix, au centre la Crucifixion avec les deux larrons. À droite, on voit la Descente aux limbes où le Christ libère les âmes des Anciens, et tout en haut, esquissé comme une tache noire, on devine le corps de Judas suicidé qui pend à une branche. Le volet droit montre, en figure principale, la Déploration; en vignettes plus petites, à gauche, trois scènes superposées : d'abord en bas contre le rocher la Mise au tombeau, juste au-dessus sur le flanc du rocher la Résurrection et, au sommet de la colline, le Noli me tangere, l'apparition du Christ à Marie-Madeleine. Sur le sommet de la colline de droite, les apôtres sont réunis ; au-dessus d'eux, dans une boule de lumière, le Christ de l'Ascension.

Guerrier syphilitique.

Panneau central. Des deux larrons crucifiés avec Jésus, le bon larron, qui est à la droite du Christ, a la tête penchée vers le bas contrairement à la représentation usuelle ; son âme, représentée par un petit personnage sortant de son crâne, est accueillie par un ange. À l'opposé, l'âme du mauvais larron, sortant de sa bouche tordue vers le haut, est arrachée par un démon noir diabolique. Derrière la croix, à gauche, l'aveugle Longin avec son porteur de lance à cheval. À droite, Stéphaton tient la lance avec l’éponge de vinaigre. Des anges entourent le Christ mort. Au pied de la croix, Marie Madeleine élégamment vêtue agrippe la croix en levant le regard vers le Christ. Deux autres Marie, en vêtements d’époque également, sont agenouillées pour consoler Marie accroupie. À l'exception des protagonistes bibliques, Jésus, Marie et l'apôtre Jean, vêtus de manière intemporelle, les personnes sont représentées dans des vêtements contemporains les plus variés et les plus bariolés. Les très nombreux soldats portent des vêtements de leur emploi, les notables romains ou juifs ont des coiffes appropriées.
Tout à gauche, on aperçoit la silhouette de la ville de Jérusalem. Les deux « vignettes » sur la partie gauche, qui sont la montée au Calvaire et la Vierge avec Jean et les Marie, sont délimitées graphiquement, la première par un sol circulaire aux tons clairs, l'autre par un buisson sombre dans lequel virevolte le manteau rouge de Jean. Entre les deux se détache la silhouette du donateur.

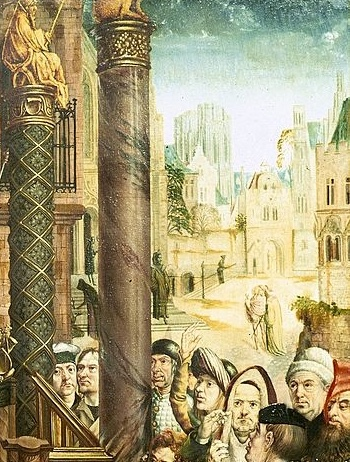
Volet gauche, détail : Schildergasse et Dreikönigenpförtchen. L'homme au béret entre les colonnes serait le peintre.

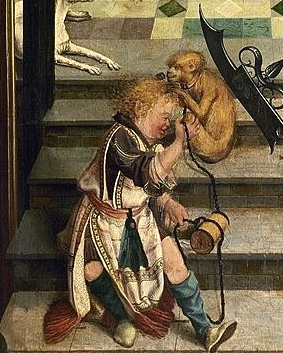
Volet gauche, détail : un enfant (trisomique ?) joue avec un singe.

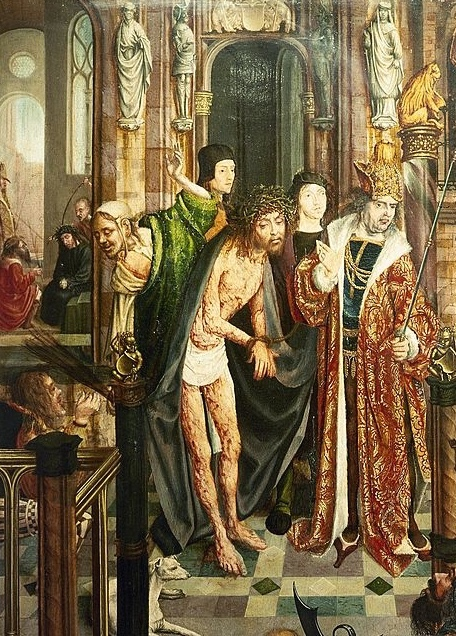
Volet gauche, détail : Ecce homo. L'homme au béret entre le Christ et Pilate serait le peintre.

Au pied de la croix du mauvais larron se tient un cavalier sur sa monture noire; vêtu d'un tunique richement décorée, avec un médaillon à l'effigie de Vénus sur une manche, il est coiffé d'une sorte de turban et porte, devant sa bouche, un voile. Ce détail a été interprété comme le signe que le cavalier est atteint de syphilis. À droite, un cavalier descend sur un cheval lancé à toute allure; il tient entre ses mains un panier contenant probablement les prix de sa trahison de Jésus.
Volet gauche. Ce volet a pour sujet le Ecce homo. Le Christ flagellé et couronné, se tient debout, en manteau pourpre, devant Pilate, très richement vêtu à la mode de l’époque, sur le perron du palais du gouverneur. De sa main droite, il montre l’homme de douleur. La foule se presse, en vitupérant et grimaçant, au pied du perron. D'autres images réduisent le Ecce homo au quart supérieur gauche. Il y a le groupe formé d'un enfant habillé de façon fantaisiste qui se fait épouiller par un singe et qui montre des signes de trisomie. Le singe est symbole de Satan, et il est aussi représenté sous forme accroupie en statue en haut d'une des deux colonnes. Le soldat au pied de la colonne sous Pilate tient un cimeterre et une armure dans le style turc, reflétant la crainte provoquée par les guerres ottomanes en Europe d'alors. Le paysage urbain, dans la partie droite, a été identifié comme étant la Schildergasse et le Dreikönigenpförtchen de Cologne, devant le bâtiment inachevé du fond qui est peut-être la
cathédrale de Cologne; la façade d'église reconnaissable entre les deux colonnes a été identifiée comme étant celle du monastère des carmes de Cologne. Également entre ces colonnes, deux têtes d'hommes; celui de gauche, avec un béret sombre, regarde le spectateur. Ce pourrait être un portrait du peintre. Friedländer pense que c'est plutôt le personnage entre le Christ et Pilate qui pourrait être l'auteur.
Extérieur des volets. L'extérieur des volets présente six saints, trois par volets, sous une arcade. Il se tiennent debout sur un sol dallé et devant un rideau en brocart qui délimite un espace céleste dans les paysages esquissé à l’arrière, représentation que l'on trouve employée par le Maître de saint Barthélemy. Les têtes des saints sont nimbées et l'auréole porte leur nom. Ils sont richement vêtus et portent tous les attributs de leur martyre.
Sur le volet gauche, il y Antoine de Rivoli avec pour attributs des pierres et une massue en bois, Barbe avec la tour et la palme des martyrs (la figure à ses pieds, en partie cachée sous ses vêtements, mais cimeterre bien visible, doit être vue comme pendant des attributs de sainte Catherine en face) et Sébastien représenté comme chevalier avec arc et flèches. Sur le volet droit Laurent avec livre et gril, Catherine avec livre, épée et roue, et à ses pieds, cachée en partie sous ses vêtements, l’empereur Maxence vaincu et saint Ange, le premier carme ; c'est aux circonstances de sa mort à Licata en 1225 que font référence la dague dans sa poitrine et le cimeterre sur sa tête.
Les deux personnages aux extrémités, Antoine et Ange, sont représentés devant des églises, symbole de leur importance dans la fondation de l'ordre.

## Historique
La date exacte de la donation n'est pas connue. Le donateur, représenté en carme pourrait être Theodoricus van Gouda, supérieur provincial de l’ordre du Carmel de Cologne et mort en 1539. Le triptyque était sur l’autel central de l'église des carmélites de Cologne jusqu'en 1642. Il entre en possession du collectionneur Jacob Lyversberg (de) (1761-1834), avec d'autres retables, puis il passe dans la collection colonaise de Haan et est acquise par la cathédrale de Cologne en 1872 où il a été installé dans le chœur. Il est dans le Trésor de la cathédrale de Cologne.

## Artiste
Le peintre anonyme auteur du retable a été actif, à Cologne entre 1480 et 1525 environ. L'œuvre est en relation étroite avec celles des contemporains du Maître, notamment le Maître de Saint-Séverin et le Maitre de la Légende de sainte Ursule. À cette époque, les images dont le thème était tiré des évangiles étaient très populaires à Cologne, avant l'apparition des portraits de contemporains illustres.

## Article lié
- Représentation de Jésus-Christ dans l'art chrétien